# Жорж Полицер
Жорж Полицер (на френски: Georges Politzer) е френски психолог и философ.

## Биография
Роден е на 3 май 1903 година в Орадя, днес Румъния, в семейство с унгарски произход.
Полицер критикува интроспекцията, бихейвиоризма и експерименталната психология. По-благоприятно настроен към психоанализата, все пак отхвърля хипотезата за съществуване на несъзнаваното. Предлага конкретна психология, чийто обект трябва да бъде „човешката драма“, човекът в неговата цялост, със своите биологически, социални и икономически мотивации.
Арестуван е заради участието му в Съпротивата и е разстрелян от германците на 23 май 1942 година на 39-годишна възраст.